# Gibson Super 400
Die Gibson Super 400, auch zu Super 4 abgekürzt, ist ein seit 1934 hergestelltes akustisches 18-Zoll-Vollresonanz-Archtop-Gitarrenmodell des US-amerikanischen Musikinstrumentenherstellers Gibson Guitar Corporation. Sie wird nach traditionellen handwerklichen Regeln aus massiven Hölzern per Hand gefertigt und gehört aufgrund ihres hohen Fertigungsaufwandes und ihrer Qualität seit Jahrzehnten zu den höchstwertigen Instrumenten in der Produktpalette des Unternehmens.

## Konstruktion und Ausstattung
Die Super 400 wurde in den 1930er-Jahren als akustisches Instrument entwickelt. Aufgrund ihrer Korpusgröße (knapp 46 cm untere Breite und 11 cm Korpustiefe) und dem dadurch entstehenden vollen, lauten Klang eignete sie sich als Soloinstrument wie als Begleitinstrument gleichermaßen, so zum Beispiel im Swing und in anderen Stilrichtungen des Jazz, aber auch in der Country-Musik. Der gewölbte Boden und die 8,5 cm breiten Zargen des Instrumentes sind aus massivem Riegelahorn. Die handgeschnitzte gewölbte Decke ist aus feinstjährigem Sitka-Fichtenholz gefertigt. Der Hals besteht aus dreistreifig verleimtem, stark geriegeltem Ahornholz und zweistreifigem Walnussholz. Das Griffbrett ist in Ebenholz ausgeführt und hat rechteckige, diagonal geteilte (Split-Block) Einlagen aus echtem Perlmutt. Eine Beschichtung des Korpus mit transparentem Nitrolack garantiert ein unbehindertes Schwingen des Resonanzkörpers. Die Metallteile (Stimmmechaniken, Saitenhalter und Steg) sind echtvergoldet. Für dieses Instrument werden nur die besten Tonhölzer verbaut, was sich in ihrem sehr hohen Preis niederschlägt. In den Metallelementen und Verzierungen findet sich die Formensprache des Art déco noch heute wieder.
Ursprünglich als rein akustisches Instrument entworfen, wird die Super 400 seit dem Jahr 1951 auch mit zwei Tonabnehmern angeboten. Zunächst waren dies zwei Einzelspulen-Modelle (Singlecoil) des Typs P-90, ab 1954 zwei Alnico-V-Einzelspuler, und 1957 erschien erstmals die bis in die Gegenwart angebotene Version mit zwei Doppelspulen-Tonabnehmern (Humbucker) des Typs PAF (“Patent Applied For”). Im Jahr 1939 stellte Gibson die erste Version der Super 400 mit Korpuseinschnitt (Cutaway) vor; anfangs mit gerundetem Korpushorn, von 1960 bis 1969 mit spitz zulaufendem („florentinischem“) Cutaway, danach wieder in der gerundeten Form.

## Modelle
- Super 400 – die akustische Grundform des Instrumentes ohne Cutaway, erstmals gebaut für den Gitarristen Muzzy Marcellino im Jahre 1934
- Super 400 C – eine Variante mit Cutaway, jedoch ohne Tonabnehmer; ab 1939[1]
- Super 400 CES (Cutaway, Electric, Spanish)[3] – das seit 1951 hergestellte Modell mit Korpuseinschnitt und mit zwei Tonabnehmern wie in der Infobox gezeigt

Gängige Korpuslackierungen der Super 400 sind Sunburst und Natural (eine farblose Klarlackierung, auch Blonde genannt; seit 1937), seltener sind Wine Red (weinrot) und Ebony (schwarz).

## Verfügbarkeit
Die Super 400 wird seit ihrer Einführung im Jahre 1934 nahezu kontinuierlich in kleiner Serie gebaut. Die Herstellung „kriegswichtiger“ Güter forderte während des Zweiten Weltkriegs eine Produktionseinstellung ab dem Jahr 1941. Die Produktion wurde 1947 wiederaufgenommen. Der Weltmarkt nimmt durchschnittlich 20 bis 50 Instrumente pro Jahr auf. Die Wartezeit für ein neues Instrument beträgt heute etwa ein Jahr. Vintage-Instrumente dieses Modells sind bei Profimusikern wie bei Sammlern sehr gesucht und erzielen hohe Preise.

## Bekannte Musiker mit Super 400
Zu den bekanntesten Musikern, die die Gibson Super 400 eine Zeitlang als ihr Hauptinstrument verwendeten, zählen der Country-Gitarrist und -Sänger Merle Travis (dessen speziell angefertigtes Modell im Jahr 1952 als „das teuerste Instrument, das Gibson je hergestellt hat“ bezeichnet wurde), die Rock-’n’-Roll-Musiker Scotty Moore und Bill Haley sowie die Jazz-Gitarristen George Benson, Kenny Burrell und Louis Stewart.